# Disraeli (pel·lícula de 1929)
Disraeli és una pel·lícula pre-codi de la Warner Bros. dirigida per Alfred E. Green i protagonitzada per George Arliss, que ja havia fet el mateix paper al teatre el 1911 i en una primera versió cinematogràfica el 1921. Basada en la peça teatral homònima de Louis Napoleon Parker, es va estrenar l'1 de novembre de 1929. Arliss va aconseguir l'Oscar al millor actor el 1930 pel seu paper de Benjamin Disraeli en aquesta pel·lícula. La pel·lícula va rebre dues nominacions més: l'Oscar a la millor pel·lícula i a l'Oscar al millor guió adaptat(Julian Josephson).

## Argument
El 1874, Benjamin Disraeli, primer ministre del Regne Unit, proposa una ambiciosa política exterior destinada a estendre l'imperi britànic però aquesta és rebutjada per la Cambra dels Comuns després d'un discurs del seu gran rival, William Gladstone. Disraeli s'assabenta més tard que el malgastador Kediv d'Egipte té una gran necessitat de diners per lo que està disposat a vendre els drets de control sobre el canal de Suez. La compra del canal asseguraria el control de l'Índia. Disraeli intenta aconseguir els diners però Michael Probert, director del Banc d'Anglaterra, s'oposa amb vehemència a qualsevol pla d'aquest tipus. Aleshores, Disraeli convoca a Hugh Myers, un important banquer jueu.
Mentrestant, Lord Charles Deeford es declara a Lady Clarissa Pevensey. Malgrat que està enamorada d'ell, Clarissa el rebutja perquè no veu que ell tingui l'ambició que ella vol en un marit. A més, és una gran admiradora del primer ministre i Charles no té una gran opinió sobre ell. Disraeli, veient el valor del jove i desitjant que la Clarissa sigui feliç, convenç Charles perquè sigui treballi amb ell i li parla del projecte de la compra del canal. Rússia, ansiosa d'apoderar-se de l'Índia, ha assignat dos espies per vigilar Disraeli: la senyora Travers, que té entrada als cercles més alts de la societat, i el senyor Foljambe. Disraeli no es deixa enganyar i contracta Foljambe com a secretari personal de govern, per mantenir-lo enganyat. Quan Foljambe li pregunta a Charles si Myers és allà per donar suport financer a la compra del canal, Charles no diu res, però a la seva manera deixa clar que Foljambe ho ha endevinat. La senyora Travers ordena a Foljambe que abandoni el país i avisi els russos.
Disraeli descobreix aviat què ha passat i decideix enviar un agent al kediv i Clarissa suggereix que enviï en Charles. Charles persuadeix el kediv perquè accepti el xec de Myers a canvi dels drets sobre el canal demostrant la seva vàlua a Clarissa. Disraeli està exultant en rebre la notícia però tot seguit es presenta Myers que li informa que el seu banc ha entrat en fallida per culpa d’un sabotatge. El xec no val res. Disraeli li demana que mantingui la seva situació en secret pel moment. Poc després Mrs. Travers admet exultant que ella és la responsable del sabotatge a la banca de Myers. Pensant ràpidament, Disraeli convoca Probert i tot i que el banquer inicialment es nega a ajudar, Disraeli l'obliga a signar un document que dona crèdit il·limitat a Myers amenaçant que el Parlament revoqui la llicència del banc. Després que Probert se'n va, Disraeli confessa a la seva dona i a Clarissa que tot plegat era un farol. Restaurada la solvència de Myers finalment es tanca l'acord es completa. Al final, la reina Victòria pot afegir Emperadriu de l'Índia als seus altres títols.

## Repartiment
- George Arliss (Benjamin Disraeli)
- Doris Lloyd (Mrs. Travers)
- David Torrence (Lord Probert)
- Joan Bennett (Clarissa)
- Anthony Bushell (Charles)
- Florence Arliss (Lady Beaconsfield)
- Michael Visaroff (comte Borsinov)
- Ivan SImpson (Hugh Myers)
- Doris Lloyd (Mrs. Agatha Travers)
- Gwendolyn Logan (duquessa de Glastonbury)
- Charles E. Evans (Potter)
- Cosmo Kyrle Bellew (Mr Terle)
- Jack Deery (Bascot)
- Norman Cannon (Foljambe)
- Henry Carvill (duc de Glastonbury)
- Shayle Gardner (Dr. Williams)
- Powell York (Flookes)
- Margaret Mann (reina Victòria)
- George Atkinson

## Producció
George Arliss va estrenar amb gran èxit el 1911 la primera versió de l’obra de Louis Napoleon Parker al teatre. El 1916, en fer-se, amb el permís de l'autor, una versió cinematográfica al Regne Unit d’aquesta obra mentre ell encara representava l'obra a Broadway el feu pensar com evitar-ho en el futur. Per això va comprar tots els drets per a fer-ne una pel·lícula. Més endavant faria dues versions, una primera muda el 1921 i posteriorment aquesta del 1929 amb la que guanyaria un Oscar al millor actor. Malgrat que Arliss va debutar en el sonor amb “The Green Goddess” (1930), va demanar a la productora d’endarrerir la seva estrena ja que va considerar que “Disraeli” era molt millor carta de presentació per al seu debut en el cinema sonor.